# Barje (Bosilegrad)
Barje (Servisch cyrillisch: Барје) is een plaats in de Servische gemeente Bosilegrad. De plaats telt 7 inwoners (2002).